# Collegio di Derby South
Derby South è un collegio elettorale inglese situato nel Derbyshire, nelle Midlands Orientali, e rappresentato alla Camera dei comuni del Parlamento del Regno Unito. Elegge un membro del parlamento con il sistema maggioritario a turno unico; l'attuale parlamentare è Baggy Shanker del Partito Laburista e Co-Operativo, che rappresenta il collegio dal 2024.

## Estensione

Derby South dal 2010 al 2024

- 1950-1955: i ward del County Borough di Derby di Alvaston, Arboretum, Castle, Dale, Litchurch, Normanton, Osmaston e Peartree.
- 1955-1974: i ward del County Borough di Derby di Alvaston, Arboretum, Castle, Dale, Litchurch, Normanton, Osmaston e Peartree, e la parrocchia civile di Littleover nel distretto rurale di Shardlow.
- 1974-1983: i ward del County Borough di Derby di Alvaston, Arboretum, Babington, Chellaston, Litchurch, Littleover, Normanton, Osmaston e Peartree.
- 1983-1997: i ward della città di Derby di Alvaston, Babington, Blagreaves, Kingsway, Litchurch, Littleover, Normanton, Osmaston e Sinfin.
- 1997-2010: i ward della città di Derby di Alvaston, Babington, Blagreaves, Kingsway, Litchurch, Littleover, Mickleover, Normanton, Osmaston e Sinfin.
- 2010-2024: i ward della città di Derby di Alvaston, Arboretum, Blagreaves, Boulton, Chellaston, Normanton e Sinfin.
- dal 2024: i ward della città di Derby di Abbey; Alvaston North; Alvaston South; Arboretum; Blagreaves; Chellaston and Shelton Lock; Darley; Normanton e Sinfin and Osmaston.[1]

Il centro cittadino di Derby è in questo collegio dal 1974; dal 1950 era stato nel collegio di Derby North.

## Membri del parlamento
| Elezione | Elezione         | Deputato          | Partito         |
| -------- | ---------------- | ----------------- | --------------- |
|          | 1950             | Philip Noel-Baker | Laburista       |
| 1970     | Walter Johnson   |                   | Laburista       |
| 1983     | Margaret Beckett |                   | Laburista       |
|          | 2024             | Baggy Shanker     | Laburista Co-Op |

## Elezioni

### Elezioni negli anni 2020
| Partito                    | Partito                                                 | Candidato                  | Risultati 4 luglio 2024 | Risultati 4 luglio 2024 |
| Partito                    | Partito                                                 | Candidato                  | Voti                    | %                       |
| -------------------------- | ------------------------------------------------------- | -------------------------- | ----------------------- | ----------------------- |
|                            | Laburista Co-Op                                         | Baggy Shanker              | 14 503                  | 38,78                   |
|                            | Reform UK                                               | Alan Graves                | 8 501                   | 22,73                   |
|                            | Workers                                                 | Chris Williamson           | 5 205                   | 13,92                   |
|                            | Conservatore                                            | Jamie Mulhall              | 5 192                   | 13,88                   |
|                            | Verdi                                                   | Sam Ward                   | 1 899                   | 5,08                    |
|                            | Lib Dem                                                 | Joe Naitta                 | 1 807                   | 4,83                    |
|                            | Indipendente                                            | Zephyr Tair                | 292                     | 0,78                    |
|                            |                                                         |                            |                         |                         |
| Iscritti                   | Iscritti                                                | Iscritti                   | 72 952                  | 100,00                  |
| ↳ Votanti (% su iscritti)  | ↳ Votanti (% su iscritti)                               | ↳ Votanti (% su iscritti)  | 37 399                  | 51,27                   |
| ↳ Astenuti (% su iscritti) | ↳ Astenuti (% su iscritti)                              | ↳ Astenuti (% su iscritti) | 35 553                  | 48,73                   |
|                            |                                                         |                            |                         |                         |
|                            | Esito: collegio passa da Conservatore a Laburista Co-Op |                            |                         |                         |

### Elezioni negli anni 2010
| Partito                    | Partito                                | Candidato                  | Risultati 12 dicembre 2019 | Risultati 12 dicembre 2019 |
| Partito                    | Partito                                | Candidato                  | Voti                       | %                          |
| -------------------------- | -------------------------------------- | -------------------------- | -------------------------- | -------------------------- |
|                            | Laburista                              | Margaret Beckett           | 21 690                     | 51,08                      |
|                            | Conservatore                           | Ed Barker                  | 15 671                     | 36,91                      |
|                            | Lib Dem                                | Joe Naitta                 | 2 621                      | 6,17                       |
|                            | Brexit                                 | Timothy Prosser            | 2 480                      | 5,84                       |
|                            |                                        |                            |                            |                            |
| Iscritti                   | Iscritti                               | Iscritti                   | 73 062                     | 100,00                     |
| ↳ Votanti (% su iscritti)  | ↳ Votanti (% su iscritti)              | ↳ Votanti (% su iscritti)  | 42 462                     | 58,12                      |
| ↳ Astenuti (% su iscritti) | ↳ Astenuti (% su iscritti)             | ↳ Astenuti (% su iscritti) | 30 600                     | 41,88                      |
|                            |                                        |                            |                            |                            |
|                            | Esito: collegio confermato a Laburista |                            |                            |                            |

| Partito                    | Partito                                | Candidato                  | Risultati 8 giugno 2017 | Risultati 8 giugno 2017 |
| Partito                    | Partito                                | Candidato                  | Voti                    | %                       |
| -------------------------- | -------------------------------------- | -------------------------- | ----------------------- | ----------------------- |
|                            | Laburista                              | Margaret Beckett           | 26 430                  | 58,34                   |
|                            | Conservatore                           | Evonne Williams            | 15 182                  | 33,51                   |
|                            | UKIP                                   | Alan Graves                | 2 011                   | 4,44                    |
|                            | Lib Dem                                | Joe Naitta                 | 1 229                   | 2,71                    |
|                            | Verdi                                  | Ian Sleema                 | 454                     | 1,00                    |
|                            |                                        |                            |                         |                         |
| Iscritti                   | Iscritti                               | Iscritti                   | 70 350                  | 100,00                  |
| ↳ Votanti (% su iscritti)  | ↳ Votanti (% su iscritti)              | ↳ Votanti (% su iscritti)  | 45 306                  | 64,40                   |
| ↳ Astenuti (% su iscritti) | ↳ Astenuti (% su iscritti)             | ↳ Astenuti (% su iscritti) | 25 044                  | 35,60                   |
|                            |                                        |                            |                         |                         |
|                            | Esito: collegio confermato a Laburista |                            |                         |                         |

| Partito                    | Partito                                | Candidato                  | Risultati 7 maggio 2015 | Risultati 7 maggio 2015 |
| Partito                    | Partito                                | Candidato                  | Voti                    | %                       |
| -------------------------- | -------------------------------------- | -------------------------- | ----------------------- | ----------------------- |
|                            | Laburista                              | Margaret Beckett           | 20 007                  | 49,01                   |
|                            | Conservatore                           | Evonne Williams            | 11 179                  | 27,39                   |
|                            | UKIP                                   | Victor Webb                | 6 341                   | 15,53                   |
|                            | Lib Dem                                | Joe Naitta                 | 1 717                   | 4,21                    |
|                            | Verdi                                  | David Foster               | 1 208                   | 2,96                    |
|                            | TUSC                                   | Chris Fernandez            | 225                     | 0,55                    |
|                            | British Independents                   | David Gale                 | 143                     | 0,35                    |
|                            |                                        |                            |                         |                         |
| Iscritti                   | Iscritti                               | Iscritti                   | 70 258                  | 100,00                  |
| ↳ Votanti (% su iscritti)  | ↳ Votanti (% su iscritti)              | ↳ Votanti (% su iscritti)  | 40 820                  | 58,10                   |
| ↳ Astenuti (% su iscritti) | ↳ Astenuti (% su iscritti)             | ↳ Astenuti (% su iscritti) | 29 438                  | 41,90                   |
|                            |                                        |                            |                         |                         |
|                            | Esito: collegio confermato a Laburista |                            |                         |                         |

| Partito                    | Partito                                | Candidato                  | Risultati 6 maggio 2010 | Risultati 6 maggio 2010 |
| Partito                    | Partito                                | Candidato                  | Voti                    | %                       |
| -------------------------- | -------------------------------------- | -------------------------- | ----------------------- | ----------------------- |
|                            | Laburista                              | Margaret Beckett           | 17 851                  | 43,35                   |
|                            | Conservatore                           | Jack Perscke               | 11 719                  | 28,46                   |
|                            | Lib Dem                                | David Batey                | 8 430                   | 20,47                   |
|                            | UKIP                                   | Stephen Fowke              | 1 821                   | 4,42                    |
|                            | Indipendente                           | Alan Graves                | 1 357                   | 3,30                    |
|                            |                                        |                            |                         |                         |
| Iscritti                   | Iscritti                               | Iscritti                   | 71 013                  | 100,00                  |
| ↳ Votanti (% su iscritti)  | ↳ Votanti (% su iscritti)              | ↳ Votanti (% su iscritti)  | 41 188                  | 58,00                   |
| ↳ Astenuti (% su iscritti) | ↳ Astenuti (% su iscritti)             | ↳ Astenuti (% su iscritti) | 29 825                  | 42,00                   |
|                            |                                        |                            |                         |                         |
|                            | Esito: collegio confermato a Laburista |                            |                         |                         |

### Elezioni negli anni 2000
| Partito                    | Partito                                | Candidato                  | Risultati 5 maggio 2005 | Risultati 5 maggio 2005 |
| Partito                    | Partito                                | Candidato                  | Voti                    | %                       |
| -------------------------- | -------------------------------------- | -------------------------- | ----------------------- | ----------------------- |
|                            | Laburista                              | Margaret Beckett           | 19 683                  | 45,38                   |
|                            | Lib Dem                                | Lucy Care                  | 14 026                  | 32,34                   |
|                            | Conservatore                           | David Brackenbury          | 8 211                   | 18,93                   |
|                            | UKIP                                   | David Black                | 845                     | 1,95                    |
|                            | Veritas                                | Frank Leeming              | 608                     | 1,40                    |
|                            |                                        |                            |                         |                         |
| Iscritti                   | Iscritti                               | Iscritti                   | 70 410                  | 100,00                  |
| ↳ Votanti (% su iscritti)  | ↳ Votanti (% su iscritti)              | ↳ Votanti (% su iscritti)  | 43 373                  | 61,60                   |
| ↳ Astenuti (% su iscritti) | ↳ Astenuti (% su iscritti)             | ↳ Astenuti (% su iscritti) | 27 037                  | 38,40                   |
|                            |                                        |                            |                         |                         |
|                            | Esito: collegio confermato a Laburista |                            |                         |                         |

| Partito                    | Partito                                | Candidato                  | Risultati 7 giugno 2001 | Risultati 7 giugno 2001 |
| Partito                    | Partito                                | Candidato                  | Voti                    | %                       |
| -------------------------- | -------------------------------------- | -------------------------- | ----------------------- | ----------------------- |
|                            | Laburista                              | Margaret Beckett           | 24 310                  | 56,44                   |
|                            | Conservatore                           | Simon Spencer              | 10 455                  | 24,27                   |
|                            | Lib Dem                                | Anders Hanson              | 8 310                   | 19,29                   |
|                            |                                        |                            |                         |                         |
| Iscritti                   | Iscritti                               | Iscritti                   | 77 057                  | 100,00                  |
| ↳ Votanti (% su iscritti)  | ↳ Votanti (% su iscritti)              | ↳ Votanti (% su iscritti)  | 43 075                  | 55,90                   |
| ↳ Astenuti (% su iscritti) | ↳ Astenuti (% su iscritti)             | ↳ Astenuti (% su iscritti) | 33 982                  | 44,10                   |
|                            |                                        |                            |                         |                         |
|                            | Esito: collegio confermato a Laburista |                            |                         |                         |

## Risultati dei referendum

### Referendum sulla permanenza del Regno Unito nell'Unione europea del 2016
|             | Collegio    | Lasciare UE % | Rimanere in UE % |
| ----------- | ----------- | ------------- | ---------------- |
|             | Derby South | 61,6%         | 38,4%            |
| Inghilterra | 53,3%       | 46,7%         |                  |
| Regno Unito | 51,9%       | 48,1%         |                  |